# Tadeusz Burzyński (dziennikarz)
Tadeusz Burzyński (ur. 1 sierpnia 1939 w Nadwornej, zm. 30 lipca 1998 we Wrocławiu) – reporter, dziennikarz prasowy, felietonista związany z wrocławską „Gazetą Robotniczą” (później pod nazwą „Gazeta Wrocławska”), w której m.in. przez ponad 20 lat pisał felietony w autorskiej rubryce pt. „Wątpię więc jestem” oraz z tygodnikiem „Sprawy i Ludzie”.
Był też krytykiem teatralnym, swoje teksty publikował w „Dialogu”, „Literaturze”, „Odrze, „Scenie”, „Teatrze”. Wiele uwagi poświęcał zjawiskom teatru amatorskiego (OSTATJA w Zgorzelcu) i alternatywnego (Festiwale Teatru Otwartego we Wrocławiu i Teatru Ulicznego w Jeleniej Górze). Znawca, komentator i interpretator twórczości Jerzego Grotowskiego; współautor (wraz ze Zbigniewem Osińskim) opracowania pt. „Laboratorium Grotowskiego” (Warszawa – Interpress, 1978).